# Beverly Shores
Beverly Shores è un comune degli Stati Uniti d'America, situato nello stato dell'Indiana, nella contea di Porter.